# Galia Borja Gómez
Galia Borja Gómez es una matemática, economista y funcionaria mexicana. Es subgobernadora del Banco de México desde el 1 de enero de 2021, a propuesta por el presidente Andrés Manuel López Obrador.
Inició su carrera de funcionaria durante en el Gobierno del Distrito Federal durante la administración de López Obrador. De 2018 a 2021 se desempeñó como tesorera de la Federación.
En 2020, 2021, 2023, 2024 y 2025 fue listada por la revista Forbes México entre las cien mujeres más importantes del país, respectivamente por sus cargos de tesorera y subgobernadora.

## Biografía

### Estudios
Es matemática por la Universidad Nacional Autónoma de México y maestra en matemáticas aplicadas y estadística por la Universidad Estatal de Nueva York. También es maestra en economía y políticas públicas por el Instituto Tecnológico de Estudios Superiores de Monterrey.

### Trayectoria
En 2001 inició su carrera como servidora pública en la Oficialía Mayor del Gobierno del Distrito Federal como jefa de departamento de bases de datos en la Secretaría Técnica.
En la Secretaría de Finanzas del Gobierno del Distrito Federal de 2001 a 2004 fue directora de concentración y control de fondos y de 2004 a 2007 se desempeñó como asesora del Secretario de Finanzas.
En 2008 ingresó a la Tesorería de la Federación (Unidad Administrativa de la SHCP) como directora en la Subtesorería de Operación, pasando después como directora de procesos y de 2015 a 2018 fue directora general adjunta de ingresos.
En diciembre de 2018 fue nombrada como titular de la Tesorería de la Federación y a partir de mayo de 2019 se desempeñó como miembro de la Comisión de Cambios de la Secretaría de Hacienda y Crédito Público.
El 8 de diciembre de 2020, fue turnado a la Comisión de Hacienda y Crédito Público, el oficio suscrito por el presidente de los Estados Unidos Mexicanos, Andrés Manuel López Obrador, mediante el cual somete a la consideración de la Cámara de Senadores, la propuesta de designación de Galia Borja Gómez, como miembro de la Junta de Gobierno del Banco de México. El 9 de diciembre de 2020, la Comisión de Hacienda y Crédito Público del Senado de la República aprueba, con seis votos a favor, uno en contra y dos abstenciones, el dictamen de la propuesta de designación y pasa al Pleno del Senado de la República donde con 84 votos a favor, y nueve en contra se aprueba la designación de Galia Borja Gómez, como miembro integrante de la Junta de Gobierno del Banco de México, a partir del 1 de enero de 2021.